# Масальщино
Масальщино — деревня в Милославском районе Рязанской области, входит в состав Милославского сельского поселения.

## География
Деревня расположена на берегу реки Мокрая Полотебня в 6 км на запад от райцентра посёлка Милославское.

## История
Бывшая в сельце Масальщина деревянная Богородицерождественская церковь, время построения которой не известно, в 1811 году сгорела, тогда же на её место дано было дозволение поставить каменную церковь. Но так как помещик сельца Масальщина от постройки церкви отказался, то прихожане сгоревшей церкви в 1825 году навсегда были причислены в приход к Покровской церкви села Покровского (Гагарино).
В XIX — начале XX века деревня входила в состав Измайловской волости Скопинского уезда Рязанской губернии. В 1906 году в селе было 102 двора.
С 1929 года деревня входила в состав Покрово-Гагаринского сельсовета Милославского района Рязанского округа Московской области, с 1937 года — в составе Рязанской области, с 1957 года — центр Масальщинского сельсовета, с 2005 года — в составе Милославского сельского поселения.

## Население
| 1859 | 1906 | 2010 |
| ---- | ---- | ---- |
| 491  | ↗706 | ↘7   |